# Latin Rhythm Airplay
A parada do Latin Rhythm Airplay inclui singles e faixas de artistas que representam o gênero hispânico rítmico / Urbano, que inclui Reggaeton, R&B / Hip-Hop hispânico, Pop / Dance rítmica e crossovers de atos em inglês e/ou bilíngues. Este gráfico foi apresentado na semana de 13 de agosto de 2005 e surgiu como resultado das estações de rádio que atendem ao crescente público latino-americano de segunda e terceira geração que desejam uma alternativa bilíngue ou de língua espanhola ao (Mainstream em língua inglesa, rítmica, e R & B/Hip-Hop) que eles achavam que os representariam. Em sua publicação, o gráfico passa por uma rotação e é publicado a cada duas semanas, ocorrendo o Latin Tropical Airplay, enquanto o banco de dados on-line é publicado semanalmente. " Lo Que Pasó, Pasó " de Daddy Yankee foi a primeira música número um na parada da Billboard.
Apenas algumas artistas conseguiram chegar ao top 10 da parada, entre elas a cantora de reggaeton Ivy Queen, que atualmente possui sete top ten, dois deles o número um, Nina Sky, que apareceu no Tony Touch . " Play That Song ", os cantores pop latinos Shakira e RBD e os cantores americanos de R&B Beyoncé Knowles, Cassie e Keyshia Cole . Ivy Queen se tornou a primeira mulher a liderar o ranking em 2008, quando seu single "Dime" alcançou o número um. Jennifer Lopez é a artista feminina com mais números, com quatro.

## Gráficos de fim de ano do Latin Rhythm Airplay da Billboard
- 2006: " Down " de RKM & Ken-Y
- 2007: " Sola ", de Hector "El Father"
- 2008: " Te Quiero ", da Flex
- 2009: " Me Estás Tentando ", de Wisin & Yandel
- 2010: " Dile al Amor ", da Aventura
- 2011: " Danza Kuduro ", de Don Omar e Lucenzo
- 2012: " Bailando Por El Mundo ", de Juan Magan, com Pitbull e El Cata
- 2013: " Limbo " de Daddy Yankee
- 2014: " 6 AM " de J Balvin apresentando Farruko
- 2015: " El Perdón " de Nicky Jam com Enrique Iglesias
- 2016: " Hasta el Amanecer de Nicky Jam "
- 2017: " Despacito " de Luis Fonsi com Daddy Yankee
- 2018: " X (música de Nicky Jam e J Balvin) " de Nicky Jam apresentando J Balvin
- 2019: " Con Calma " de Daddy Yankee apresentando Snow (músico)

## Carta de fim de década da Billboard Latin Rhythm Airplay
- 2000-2009: " Pam Pam " de Wisin & Yandel

## Registros

### Artista com mais entradas
- (51) - Wisin e Yandel
- (45) - Don Omar
- (41) - Daddy Yankee
- (37) - Pitbull
- (32) - RKM e Ken-Y